# Agung Batin
Agung Batin is een bestuurslaag in het regentschap Mesuji van de provincie Lampung, Indonesië. Agung Batin telt 2925 inwoners (volkstelling 2010).